# Вулиця Кобилиці (Львів)
Вулиця Кобилиці — вулиця у Франківському районі міста Львова, в місцевості Кульпарків. Сполучає вулиці Івана-Теодозія Куровця та Княгині Ольги. Прилучаються вулиці Кобринської, Граб'янки, Молдавська, Холодноярська, Сонячна, Керамічна, Веделя, Шабатури.

## Історія
Вулиця прокладена у 1950-х роках та у 1953 році отримала назву вулиця Костичева, на честь російського агронома та ґрунтознавця Павла Костичева. Сучасна назва походить з 1993 року, на честь ватажка народних повстань на Буковині Лук'яна Кобилиці.

## Забудова

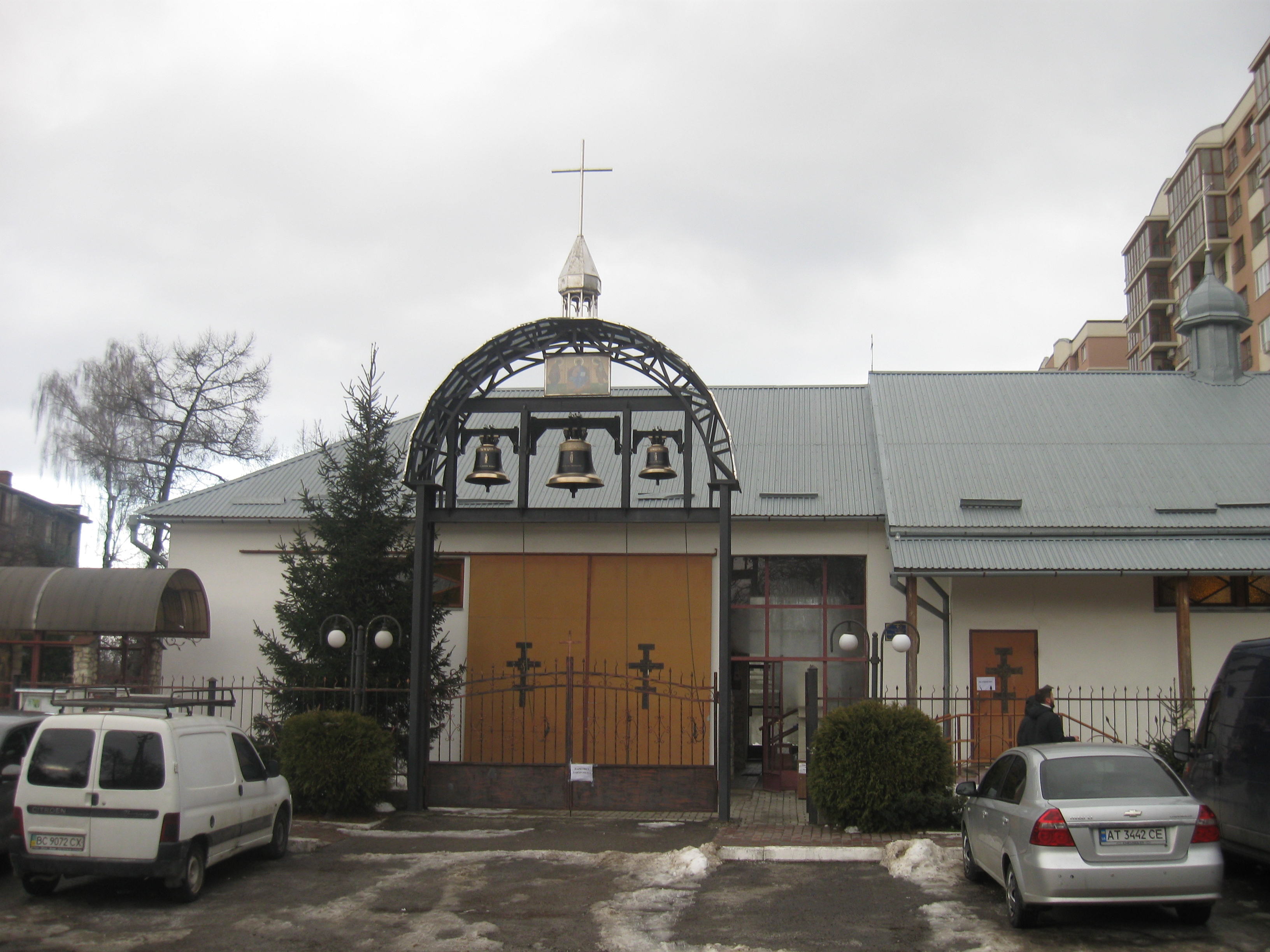
Каплиця Різдва Святого Івана Хрестителя на вулиці Лук'яна Кобилиці

Забудова вулиці почалася у 1950-х роках, першими спорудами були типові одно- та двоповерхові будинки у стилі конструктивізм та будинки барачного типу. У 1960-х роках було зведено декілька типових чотириповерхівок. У 1980-х роках у середній частині вулиці збудували кілька багатоповерхових житлових будинків.
Під № 31 розташована каплиця Різдва Святого Івана Хрестителя, зведена у 2006 році. Перебуває у користуванні релігійної громади Української греко-католицької церкви парафії Різдва Святого Івана Хрестителя.